# Zion (cantante)
Félix Gerardo Ortiz Torres (Carolina, Puerto Rico; 5 de agosto de 1981), conocido artísticamente como Zion, es un cantante, compositor y productor discográfico puertorriqueño de reguetón y pop urbano. También es conocido por ser integrante del dúo Zion & Lennox.

## Biografía
Félix Ortiz Torres se crio en Carolina, Puerto Rico, donde su familia solía llamarlo de manera afectuosa como «Kiko». Su primer trabajo fue como mesero, además de haber practicado como disc-jockey y programador de batería. Su pasión por la música lo llevó a no ir a la universidad, aunque logrando tomar cursos en computación.
En 1998, conoció a Gabriel Pizarro, uno de sus vecinos con el cual compartían gustos en común por hip hop, rap y dancehall, que después se orientó al creciente género, el reguetón. Ortiz es primo-segundo del corista Jory Boy, quien formaba parte del dúo Nova & Jory.

## Carrera musical

### Con Zion & Lennox
Debutó en 2001 como solista en los álbumes In The House Radio Show Summer 2001 y Slowmotion de DJ Flavor con la canción «Bailando todas las yales», con ambas participaciones bajo el alias Indio Zion. Posteriormente, gracias a la participación de Luis Pizarro, más conocido como Mackie, decidió con Lennox formar un dúo musical. Lanzaron su primera aparición titulada «Estoy esperando» que fue lanzado para el álbum The Noise: The Beginning en 2001 (posteriormente reeditada en 2004). Después de apariciones estelares en compilaciones como The Godfather, Reggaeton Sex Crew, Desafío y Más Flow, publicaron su primer álbum de estudio, Motivando a la Yal, en 2004. Se desprenden sencillos como «Bandida» y «Doncella», además de las colaboraciones estelares de Daddy Yankee y Tego Calderón.
El retorno como dúo se fue formando lentamente después de su concierto en 2007, proceso que se concretó posteriormente en 2008, publicando su segundo álbum de estudio, titulado Los verdaderos en 2010 bajo el sello discográfico Pina Records.

### Como solista
Durante 2006 establecieron la decisión por experimentar nuevos horizontes, se separaron y cada uno siguió su camino como solista de manera temporal. Con esta pausa, se dio la oportunidad de colaborar con múltiples compositores y productores, como Wise, Walde “The Beatmaker” y Tainy mientras planeaba un álbum de varios artistas, que fue cancelado debido a “malas experiencias con talento joven”. En junio de 2007, publicó su primer álbum como solista, titulado The Perfect Melody, con tres sencillos «Fantasma», «The Way She Moves» y «Zun da da»; además de ser certificado platino en América Latina por las ventas de 100 000 copias. El álbum fue nominado en la categoría álbum del año urbano para Premio Lo Nuestro.
El 21 de noviembre de ese mismo año, dio a conocer su único concierto como solista, titulado Welcome to My World en el Coliseo de Puerto Rico José Miguel Agrelot, donde fue gran organizador del evento. En el concierto, estuvo acompañado de artistas como Eddie Dee, Jowell & Randy, De La Ghetto, Lennox, y Akon, entre otros invitados.
A comienzos de 2008, publicó un nuevo sencillo, «Sábanas mojadas», la cual no alcanzó el éxito previo de sus temas.

## Vida privada
En cuanto a su vida personal, prefiere mantener detalles en privado; sin embargo, unas excepciones se dieron en 2016, cuando comentó que contrajo una relación, y publicando algunas fotos en 2018 junto a sus dos hijos, Sean y Yeriell. En una entrevista en 2007, habló sobre la relación con ellos, además de mencionar a su hijo adoptivo, recibiendo su tutela luego de su nacimiento. Según Lennox, a partir del accidente de tráfico que tuvo Zion en 2015, "se volvió una persona más tranquila" y "cercano a Dios".
El 29 de marzo de 2019, fue detenido por conducir bajo los efectos del alcohol en Miami, Florida, posteriormente pidiendo disculpas en una publicación a través de sus redes sociales. Un año después, tuvo complicaciones médicas, causando especulaciones por algún contagio de COVID-19 en 2020.

## Discografía

### Álbumes de estudio
| Año                                                                            | Álbum              | Detalles                                                                           | Listas | Listas | Listas | Certificaciones          |
| Año                                                                            | Álbum              | Detalles                                                                           | US     | Latin  | Rap    | Certificaciones          |
| ------------------------------------------------------------------------------ | ------------------ | ---------------------------------------------------------------------------------- | ------ | ------ | ------ | ------------------------ |
| 2007                                                                           | The Perfect Melody | - Lanzamiento: 5 de junio de 2007 - Sello discográfico: Coalition, Universal Latin | 53     | 2      | 7      | - RIAA: Platinum (Latin) |
| «—» Indica que no se estrenó o no alcanzó posición alguna dentro de esa lista. |                    |                                                                                    |        |        |        |                          |

### Sencillos
| Año                                                                            | Sencillo                        | Listas                    | Listas                    | Álbum              |
| Año                                                                            | Sencillo                        | Bandera de Estados Unidos | Bandera de Estados Unidos | Álbum              |
| Año                                                                            | Sencillo                        | Latin Pop                 | US Tropical               | Álbum              |
| ------------------------------------------------------------------------------ | ------------------------------- | ------------------------- | ------------------------- | ------------------ |
| 2006                                                                           | «Alocate»                       | 26                        | —                         | Mas Flow 2.5       |
| 2006                                                                           | «Fantasma»                      | 22                        | 5                         | The Perfect Melody |
| 2007                                                                           | «The Way She Moves» (con Akon)  | 11                        | 13                        | The Perfect Melody |
| 2007                                                                           | «Zun Da Da»                     | 12                        | 11                        | The Perfect Melody |
| 2007                                                                           | «Amor de Pobre» (con Eddie Dee) | —                         | 35                        | The Perfect Melody |
| 2012                                                                           | «More» (con Jory Boy, Ken-Y)    | 16                        | 16                        | La Fórmula         |
| «—» Indica que no se estrenó o no alcanzó posición alguna dentro de esa lista. |                                 |                           |                           |                    |